# Morti nel 1257
| Questa pagina contiene informazioni ricavate automaticamente dalle voci biografiche con l'ausilio del template Bio e di un bot. L'aggiornamento è periodico e automatico e ricostruisce completamente la pagina. Se manca una persona in questa lista, sei pregato di non aggiungerla, ma accertati piuttosto che la sua voce biografica contenga il template Bio e che i dati anagrafici siano correttamente compilati. Se il template Bio manca, inseriscilo tu stesso o, in alternativa, metti l'avviso {{tmp\|Bio}} che ne segnala la mancanza. Se i dati riportati sono sbagliati, correggi direttamente la voce biografica; le modifiche saranno visibili in questa lista entro pochi giorni. Per chiarimenti vedi il progetto biografie. La lista contiene solo le 21 persone che sono citate nell'enciclopedia e per le quali è stato implementato correttamente il template Bio. Pagina aggiornata al 18 apr 2025. |

- 21 febbraio - Ugo di Digne, religioso francese
- 8 aprile - Margherita di Ginevra, nobildonna francese
- 28 aprile - Shajar al-Durr, egiziana
- 16 maggio - Alberto Sanvitale, vescovo cattolico italiano
- 20 maggio - Maurice FitzGerald, II signore di Offaly, nobile irlandese (n. 1194)
- 4 giugno - Przemysł I della Grande Polonia, nobile polacco
- 15 agosto - Giacinto Odrovaz, religioso polacco (n. 1185)
- 13 ottobre - Biaquino da Camino, vescovo cattolico italiano
- 14 ottobre - Leone da Perego, arcivescovo cattolico italiano
- 19 ottobre - Tommaso Hélye, presbitero francese
- 24 dicembre - Giovanni d'Avesnes, conte (n. 1218)
- Bertoldo di Hohenburg, nobile tedesco
- Guido Bigarelli, scultore italiano
- Giovanni Cantacuzeno, nobile, militare e funzionario bizantino (n. 1190)
- John Lexington, politico inglese
- Manfredo II Lancia, nobile italiano
- Simone Mastaguerra, nobile italiano
- Poppo von Osterna
- Giordano Ruffo, funzionario e veterinario italiano
- Ulakci, condottiero mongolo
- Tisone da Camino, vescovo cattolico italiano